# ويليام فرانسوا
ويليام فرانسوا (3 يونيو 1990 في بلجيكا - ) هو لاعب كرة قدم بلجيكي في مركز الهجوم. شارك مع منتخب بلجيكا تحت 17 سنة لكرة القدم ومنتخب بلجيكا تحت 19 سنة لكرة القدم ومنتخب بلجيكا تحت 21 سنة لكرة القدم. أما مع النوادي، فقد لعب مع بيرسخوت إيه سي ونادي رويال شارلروا ونادي موسكرون.

## وصلات خارجية
- ويليام فرانسوا على موقع الاتحاد الأوربي (الإنجليزية)
- ويليام فرانسوا على موقع الاتحاد البلجيكي (الإنجليزية)
- ويليام فرانسوا على موقع قاعدة بيانات كرة القدم.إي يو (الإنجليزية)
- ويليام فرانسوا على موقع Soccerway.com (الإنجليزية)